# SMTown: The Stage
SMTown: The Stage es una película documental sobre las experiencias de los artistas de SM Town durante la gira SM Town Live World Tour IV celebrada en Corea del Sur, Japón y China. La película fue dirigida por Bae Seong-san y producida por Lee Soo-man, Jung Chang-hwan y Han Se-min. En Corea, la película se estrenó el 13 de agosto de 2015, mientras que en Japón se estrenó el 29 de agosto de 2015.

## Sinopsis
Protagonizada por los artistas de SM Town, SM Town: The Stage cuenta las experiencias de los artistas durante la gira SM Town Live World Tour IV la cual se celebró en Corea del Sur, Japón y China entre el 2014 y 2015. Además contiene imágenes detrás de escena, ensayos y entrevistas.

## Elenco
- BoA
- EXO
- f(x)
- Girls' Generation
- Super Junior
- Kangta
- SHINee
- TVXQ
- Red Velvet